# Karachi
Karachi (urdu: کراچي, sindhi: ڪراچي) és la ciutat més poblada del Pakistan i la capital de la província de Sindh i del districte-ciutat de Karachi. És el centre financer, comercial i portuari del país. Amb una població que ronda els 13 milions d'habitants, és considerada la 12a ciutat més gran del món en termes de població metropolitana.; i és una de les ciutats del món amb el major creixement.
La ciutat està localitzada en la costa del mar d'Aràbia, al nord-oest de la desembocadura del riu Indus, en una posició privilegiada. Va ser la capital original del Pakistan fins a la construcció d'Islamabad i compta amb el port de Karachi i el port de Bin Qasim, un dels més grans i ocupats de la regió. La població de la ciutat s'ha incrementat dràsticament arran de la Partició de l'Índia, que va forçar a milers de refugiats de l'Índia a establir-se a la ciutat.Des de la seva independència de la Gran Bretanya l'any 1947, l'economia de la ciutat ha atret emigrants de tot el país, i de països del voltant com l'Iran, Tadjikistan, Myanmar, Sri Lanka, la Xina, Bangladesh o l'Afganistan. Tot i la seva moguda història política, la ciutat continuà atraient els cercadors de prosperitat i creixement constant.
Karachi s'estén al llarg de 3.527 km² d'àrea. Es coneix localment com "La ciutat de les llums" (روشنين جو شهر), per la seva vida i bullici, com la "La ciutat del Quaid" (شهرِ قائد), ja que fou el lloc de naixement i de l'enterrament de Quaid-e-Azam Muhammad Ali Jinnah, el fundador del Pakistan, que va residir a la ciutat després de la independència del país.
Karachi és la seu de les principals corporacions del Pakistan quant a la indústria tèxtil, a la indústria naval i l'automobilística, l'entreteniment, l'art, la moda, la publicitat, el desenvolupament informàtic i la investigació mèdica. És també un dels centres educatius més importants de l'Àsia meridional i del Món islàmic.

## Història

### Història antiga
L'àrea de Karachi era coneguda pels antics grecs per diversos noms: Krokola, el lloc on Alexandre Magne va acampar per a preparar una flota amb destí a Babilònia després de la campanya a la Vall de l'Indo; Morontobara (probablement l'illa de Manora prop del port de Karachi), des d'on va salpar Nearchus, l'almirall de la flota macedònica; i Barbarikon, un port del regne indogrec de Bactriana. Després va ser coneguda pels àrabs com a Debal, el punt de partida de Muhammad bin Qasim i el seu exèrcit l'any 712 dC.
Karachi va ser fundada com a Kolachi per les tribus balutxes de Balutxistan i Makran, qui varen establir una petita comunitat de pescadors a l'àrea. Descendents de la comunitat original encara viuen a l'àrea de la petita illa d'Abdullah Goth, localitzada prop del port de Karachi. El nom d'aquest assentament encara roman en el nom de la famosa localitat de Mai Kolachi, a la ciutat.
La ciutat va ser visitada per l'almirall otomà Sidi Ali Reis als anys 1550 i va ser mencionat en el seu llibre Mirat ul Memalik (El Mirall dels Països), el 1557 dC
L'actual ciutat va començar la seva història com un petit assentament de pescadors quan una pescadora balutxi, anomenada Mai Kolachi, va començar a habitar el lloc i va començar la seva família. El llogaret que després creixeria fora dels seus límits era coneguda com a Kolachi-jo-Goth (El llogaret de Kolachi en hindi).A final del segle xvii el poblat comerciava al llarg del Mar d'Aràbia amb Muscat i amb la regió del Golf Pèrsic. Una petita fortalesa va ser construïda per a protegir-la, proveïda de canons importats des de Muscat. El fortí posseïa dues entrades principals: una de cara al mar, coneguda com a Kharra Darwaaza (Porta Salobre, en al·lusió a l'aigua salada) i l'altra mirant cap al riu Lyari, coneguda amb el nom de Meet'ha Darwaaza (Porta Dolça) (Mithadar). La localització d'aquestes portes correspon a les àrees modernes de Kharadar i Mithadar respectivament.
L'any 1795 el poble es va convertir en un domini del poble balutxi de Talpur. Una petita factoria va ser oberta pels britànics el setembre de 1799, però fou tancada un any després. Després d'enviar un parell de missions d'exploració a la zona, la Companyia Britànica de les Índies Orientals va conquistar el poble el 3 de febrer de 1839.

### Època colonial
L'1 de febrer de 1839 la ciutat va ser conquerida quan el vaixell estatunidenc The Wellesley va ancorar a l'illa de Manora. Dos dies després del petit fortí es va rendir sense oposar resistència. El poble fou annexat després a l'Imperi Britànic quan l'Indo fou conquistat per Charles James Napier després de la batalla de Miani el 17 de febrer de 1843.
Karachi es va convertir en la capital del Sind durant els anys 1840. Al marxar-ne Napier va ser afegida juntament amb la resta del Sind a la Presidència de Bombai, un moviment que va causar una considerable ressentiment per part dels natius hindús. Els britànics eren conscients de la importància de la ciutat com a caserna militar i un port exportador dels productes de la conca del riu Indo, i ràpidament desenvoluparen el seu port per a la navegació. Es va establir la fundació del govern municipal i es va dur a terme un important desenvolupament de les infraestructures. Es van obrir noves empreses i la població de la ciutat va començar a augmentar ràpidament.
L'arribada de les tropes del Kumany Bahadur el 1839 va donar lloc a la fundació de la nova secció, el baluard militar. Aquesta caserna va formar les bases de la ciutat blanca, a la que els hindús no estaven autoritzats a accedir. La ciutat blanca fou modelada d'acord amb el model de les ciutats industrials angleses, en la que els espais residencials i laborals es trobaven separats, així com els espais residencials dels espais d'esbarjo.
Karachi va ser dividida en dos grans pols. El poble negre al nord-oest, ara ampliat per a donar cabuda a la creixen població hindú mercadera, que comprenia el Centre Històric, el Mercat Napier i Bunder, i el blanc al sud-est, que comprenia les residències del Personal, el Frere Hall, la Lògia Maçònica, el Club Sind, la Casa del Governador i el Tribunal situat al barri civil. L'àrea Saddar bazzar i el Mercat Empresarial va ser utilitzats per la població 'blanca', mentre que el Barri Serai servia a les necessitats del poble 'negre'.

### Post independència
Abans de la Partició de l'Índia, el 1947, Karachi estava habitada principalment per hindús; parsis, musulmans; goans, hinduistes i cristians amb influència portuguesa; i siddis. Aquests últims són descendents d'africans que van ser portats a l'Índia i el Pakistan com a esclaus, durant el segle xviii. Quan el Pakistan es va convertir en una nova república el 1947, Karachi ja era una bulliciosa metròpoli amb edificis precisos d'estil clàssic i colonial europeu. Karachi va ser escollida com la capital del Pakistan, que en aquella època incloïa també l'actual estat de Bangladesh, o el Pakistan Oriental.
Després de la partició, 440.000 hinduistes van abandonar Karachi, però la ciutat va rebre llavors 1,2 milions de mohajirs, emigrants de l'Índia, que acudiren a la crida que va fer Muhammad Ali Jinnah de formar una nació musulmana. Aquests immigrants van expandir dràsticament la població de la ciutat, i van transformar la demografia i l'economia. No obstant això, els mohajirs no foren ben rebuts pels membres dels panjab, paixtus i sindhis; que els van acusar de ser uns invasors.
El 1958 la ciutat va perdre el seu estatus de capital a mans de Rāwalpindi, que a la vegada va ser succeïda per la flamant Islamabad l'any 1960. Això va marcar el començament d'un llarg declivi de la ciutat, marcat per una absència de desenvolupament. Entre els anys 1980 i els anys 1990, Karachi fou el principal receptor de refugiats afganesos que fugien del seu país arran de la invasió soviètica de l'Afganistan. La ciutat va rebre també un petit nombre de refugiats que escapaven de l'Iran. Els mujahidins afganesos van utilitzar el port de Karachi per a exportar heroïna, que era una de les principals fons de finançament de la guerra. La ciutat també va servir per al tràfic d'armes cap al país veí.
En l'actualitat, el rebuig contra els mohajir continua essent latent a la ciutat, però aquests han aconseguit obtenir una posició estable després de dur a terme una sèrie de guerres ètniques als inicis dels anys 1990. Sota el lideratge d'Altaf Hussain, els mohajir van assassinar membres dels grups oposats per cada assassinat d'un dels seus membres, i van organitzar cèl·lules de tortura
El maig de 2007, opositors al govern del Moviment Muttahida Qaumi van protagonitzar una sèrie de protestes que van obtenir una violenta resposta per part dels Mohajirs. Més de 41 persones van morir en aquestes revoltes polítiques. El 18 d'octubre de 2007, Karachi va ser escenari d'un atemptat fallit contra Benazir Bhutto, qui participava en una concentració de benvinguda després de retornar del seu auto-exili. Tot i que Bhutto va sobreviure, 85 persones que l'acompanyaven van morir, i unes altres 75 persones van ser greument ferides. Bhutto seria assassinada unes setmanes després.
Els pobres viuen als afores de la ciutat, tot i que segregats tribalment. La vida d'aquests guetos usualment és regida pels clergues de caràcter fonamentalista, i s'acostuma ha aplicar la llei alcorànica. En molts d'aquests llocs la televisió està prohibida i les dones han d'utilitzar el burka Els més rics viuen als suburbis de Defence i de Clifton, ubicats al llarg de la costa, i practiquen un estil de vida més occidental. Aquests veïnats compten amb molta més vigilància, i la violència tribal difícilment s'hi manifesta.
Avui en dia, Karachi continua essent un important centre financer i industrial, i és responsable de la majoria del comerç d'ultramar del Pakistan i dels països de l'Àsia central. Representa el 68% del PIB del Pakistan i s'estima que tres mil persones es traslladen diàriament a la ciutat.

## Geografia
Karachi es troba a una latitud de 24° 51′ nord i una longitud de 67° 2′ est. La seva àrea metropolitana arriba fins a la desembocadura del riu Indo, i la ciutat ocupa una superfície de 3.527 km².
Assentada sobre una zona plana formada per dipòsit al·luvials, els seus barris externs s'han estès per zones de turons. La travessen dos rius principals: el Riu Malir i el Riu Liari. El port de la ciutat està situat en una badia protegida de les tempestes per les illes Kiamair i Manora. I la costa està formada per platges de sorra.

## Clima

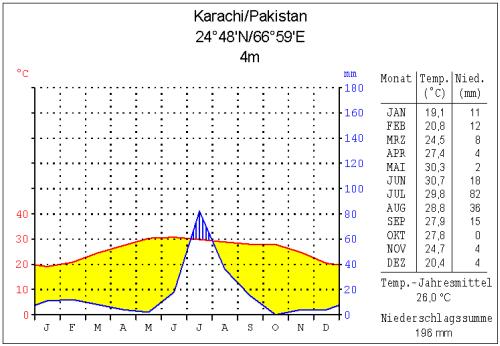
Climograma de Karachi

Karachi gaudeix d'uns hiverns suaus i uns estius molt calorosos, però tot i això, en estar situada a la costa la ciutat experimenta una elevada humitat. La ciutat rep una mitjana de precipitació de 250 mm a l'any, principalment formada per les pluges monsòniques. Com que les temperatures a l'estiu oscil·len entre els 30 i els 40 graus Celsius, arribant en alguns casos als 50 °C, entre els mesos d'abril i agost, es considera que els mesos d'hivern (entre el novembre i els febrer) són els millors per a visitar la ciutat. Desembre i gener són els mesos més populars per a desenvolupar esdeveniments socials i durant els quals arriben a la ciutat la majoria dels visitants i turistes.

## Govern
L'Acta Municipal de la ciutat de Karachi va ser promulgada el 1933. En principi, la corporació municipal comprenia l'alcalde, el tinent d'alcalde i 57 regidors. La corporació municipal de Karachi va ser modificada, passant a ser una Corporació Metropolitana el 1976. L'àrea administrativa de Karachi era una subdivisió de segon nivell coneguda com la Divisió de Karachi, que, a la vegada, fou subdividida en cinc districtes: Karachi Central, Est, Sud, Oest i Malir. L'any 2000, el govern nacional va posar en pràctica un pla que va abolir les subdivisions de la ciutat i els districtes es van fusionar en una nou Districte de la Ciutat, estructurat en una federació de tres nivells amb els més baixos compostos per 18 ciutats i 178 consells sindicals.
Cada una de les 18 ciutats compta amb el seu propi consell i és governada per un Nazim. Les ciutats són:
| - Baldia - Bin Qasim - Gadap - Gulberg - Gulshan - Jamshed | - Kemari - Korangi - Landhi - Liaquatabad - Lyari - Malir | - New Karachi - North Nazimabad - Orangi - Saddar - Shah Faisal |

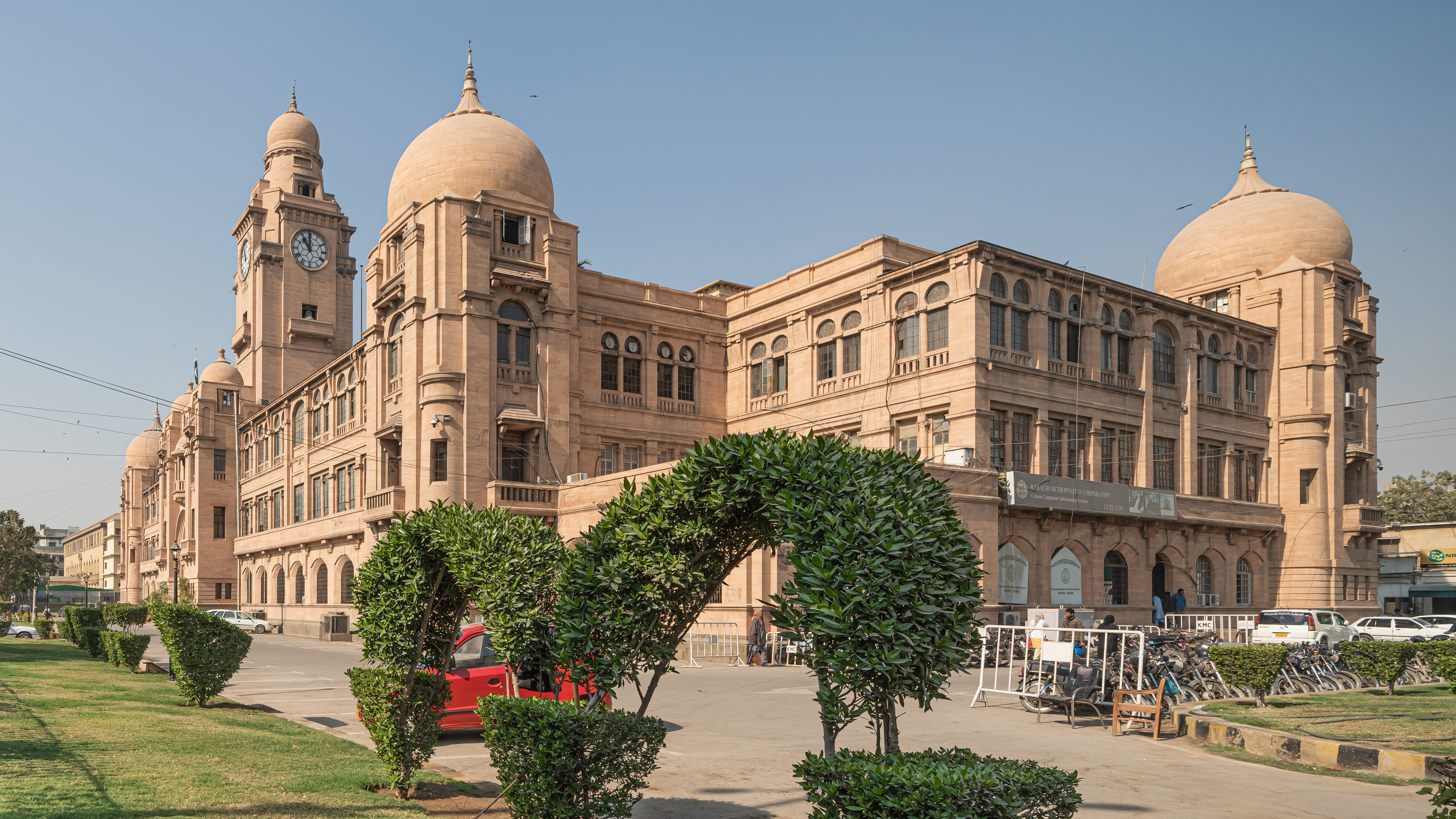
Edifici de la Corporació Municipal de Karachi.

Aquestes ciutats estan governades per administradors municipals el·lectes responsables de les infraestructures, la planificació de l'espai i els serveis municipals (aigua, sanitat, manteniment de les vies públiques, parcs o enllumenat), tot i que el Govern del Districte de la Ciutat reté algunes de les funcions. El tercer nivell dels 178 consells sindicals estan compostos cadascun d'ells de tretze membres escollits directament, incloent-hi un Nazim (alcalde) i un Naib Nazim (tinent d'alcalde). El Nazim dels consells sindicals encapçala l'administració sindical i és responsable de facilitar al Govern del Districte de la Ciutat la planificació i l'execució dels serveis municipals, així com d'informar a les autoritats superiors de les preocupacions dels ciutadans i les seves reclamacions.

## Demografia
La majoria de la població de la ciutat és força jove; un 37,7% dels habitants tenen menys de 15 anys. Els habitants majors de 50 anys suposen sols un 4,4% del total de la població.
Els musulmans representen el 96,45% del total.
La llengua més comuna a Karachi és l'urdú, la lengua oficial del Pakistan. No obstant això, el sindhi, el panjabi i el balutxi són també significativament utilitzades a la ciutat. Segons el cens pakistanès del 1998, la distribució lingüística de la ciutat era:
- Urdú: 48,52%
- Panjabi: 13,94%
- Paixtu: 11,42%
- Sindhi: 7,22%
- Balutxi: 4,34%
- Seraki: 2,11%
- Altres: 12,44%

Altres llengües parlades són el gujarati i el memoní; entre les minoritaries es pot destacar el darí, el brahuí, el makraní, el hindko, el khowar, el burushaski, l'àrab, el persa i el bengalí.
Els mohajirs urdus representen gairebé la meitat de la població de Karachi. Els paixtus i els panjabi representen, cada un d'ells, un quart de la població total.

Evolució de la població a Karachi

## Problemes socials i administratius
L'any 2002, Karachi es va convertir en la ciutat pakistanesa amb la xifra més alta d'assassinats, al reportar-se'n 555 aquell any. Degut als conflictes ètnics, religiosos i tribals, el negoci dels sicaris prospera a la ciutat. Els immigrants Mohajirs se solen enfrontar amb els paixtus, balutxis i sindhis. També es presenten enfrontaments entre els extremistes sunnites i xiïtes. Karachi ha servit de base per a diversos grups extremistes com al-Qaeda, i l'abril del 2003 foren arrestats diversos pakistanesos en diferents punts de la ciutat amb uns 600 kg. d'explosius en total.
A més, la ciutat presenta diversos problemes de corrupció i burocràcia. Existeix un mercat negre d'aigua potable que involucra a diversos funcionaris governamentals i membres de la policia. També s'han reportat casos d'abús de poder o influències al Mercat de Valors de Karachi, on a vegades funcionaris corruptes han modificat les regles per a forçar la fallida de diferents corredors. El sistema judicial també és corrupte, i el pagament de suborns als jutges, testimonis i fins i tot fiscals és força comú. Els departament de la policia normalment tenen un baix pressupost, i els oficials acostumen a practicar l'extorsió, i la lluita contra la delinqüència sol ocupar un lloc secundari entre les seves activiats.
Un prominent comunicador social de la ciutat, Tariq Amin, ha descrit la situació com:
| « | Avui en dia, Karachi és como Chicago en l'època d'Al Capone, barrejada amb l'edat mitjana. | » |

## Economia
Karachi és la capital financera i comercial del Pakistan. Genera el 72% dels ingressos nacionals totals (impostos federals i provincials, duanes i recàrrecs), tot i que una gran part d'aquesta quantitat es comptabilitza com a contribució dels impostos indirectes. Karachi produeix pels volts del 60% del valor afegit a la fabricació a gran escala i el 55% del PIB del Pakistan. El febrer de 2007, el Banc Mundial va identificar Karachi com la ciutat "amiga" per als negocis al Pakistan.
Karachi és el centre neuràlgic de l'economia del Pakistan. L'estancament econòmic degut a l'anarquia política, les lluites ètniques i la consegüent operació militar des de la fi dels anys 80 i els 90 del segle xx va conduir a un flux de sortida de la indústria de la ciutat. Tot i aquesta greu crisi, Karachi assegura tenir els majors ingressos per càpita de l'Àsia meridional, amb una renda per capita superior als 8.000 dòlars actuals.
La major part dels bancs públics i privats del Pakistan tenen la seva seu a Karachi, concretament a l'Ibrahim Ismail Chundrigar (la zona financera de la ciutat), igual que la majoria de les principals empreses multinacionals estrangeres que operen al país. La Borsa de Karachi és la major borsa de valors del Pakistan, i és considerada per molts economistes com una de les principals raons que va impulsar el 8% de creixement del PIB l'any 2005. No obstant això, el juliol del 2008, la Borsa va ser assaltada per una multitud enfurismada; després que els administradors de la mateixa es negaren a suspendre les operacions després d'haver experimentat dues setmanes consecutives de fortes caigudes.
Durant els anys 60, Karachi va ser vista com un model econòmic a seguir a tot el món, i va ser elogiada per la forma en què la seva economia estava progressant. Molts països van provar d'emular l'estratègia de la planificació econòmica pakistanesa i una d'elles, Corea del Sud, va copiar el segon "Pla Quinquennal" i el Centre Financer Mundial a Seül, que van ser dissenyats i modelats després dels de Karachi.
Recentment, Karachi ha assumit una clara expansió en el camp de les Tecnologies de la Informació i la Comunicació i els mitjans electrònics, i s'ha convertit en el centre de subcontractacions del software del Pakistan. Els centres de trucades per a les empreses estrangeres s'han convertit en una objecte amb una important àrea de creixement, amb el govern realitzant esforços per a reduir els impostos un 10% amb la idea d'obtenir inversions estrangeres en el sector de les tecnologies de la informació.

## Cultura

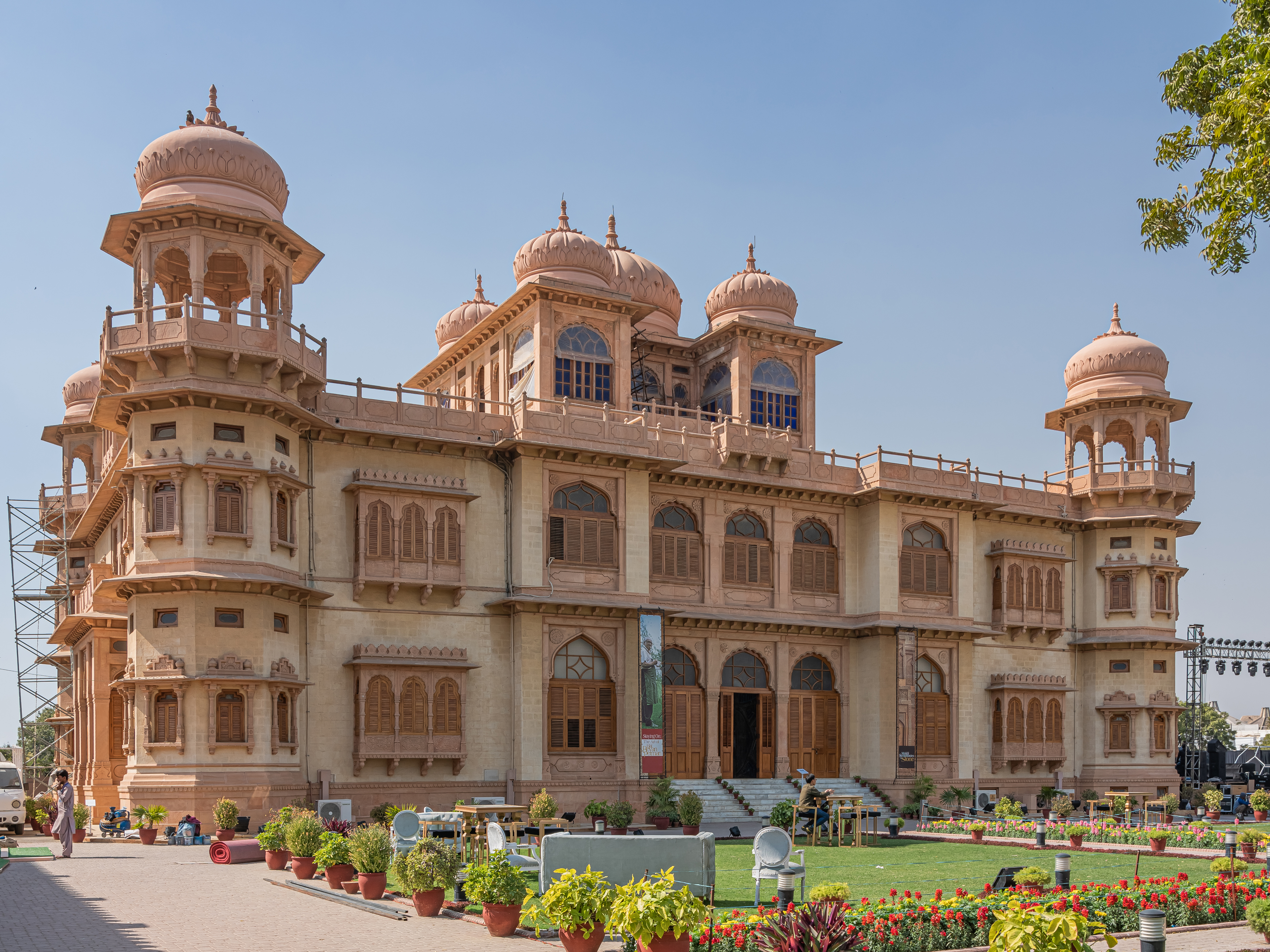
Mohatta Palace Museum de Karachi.

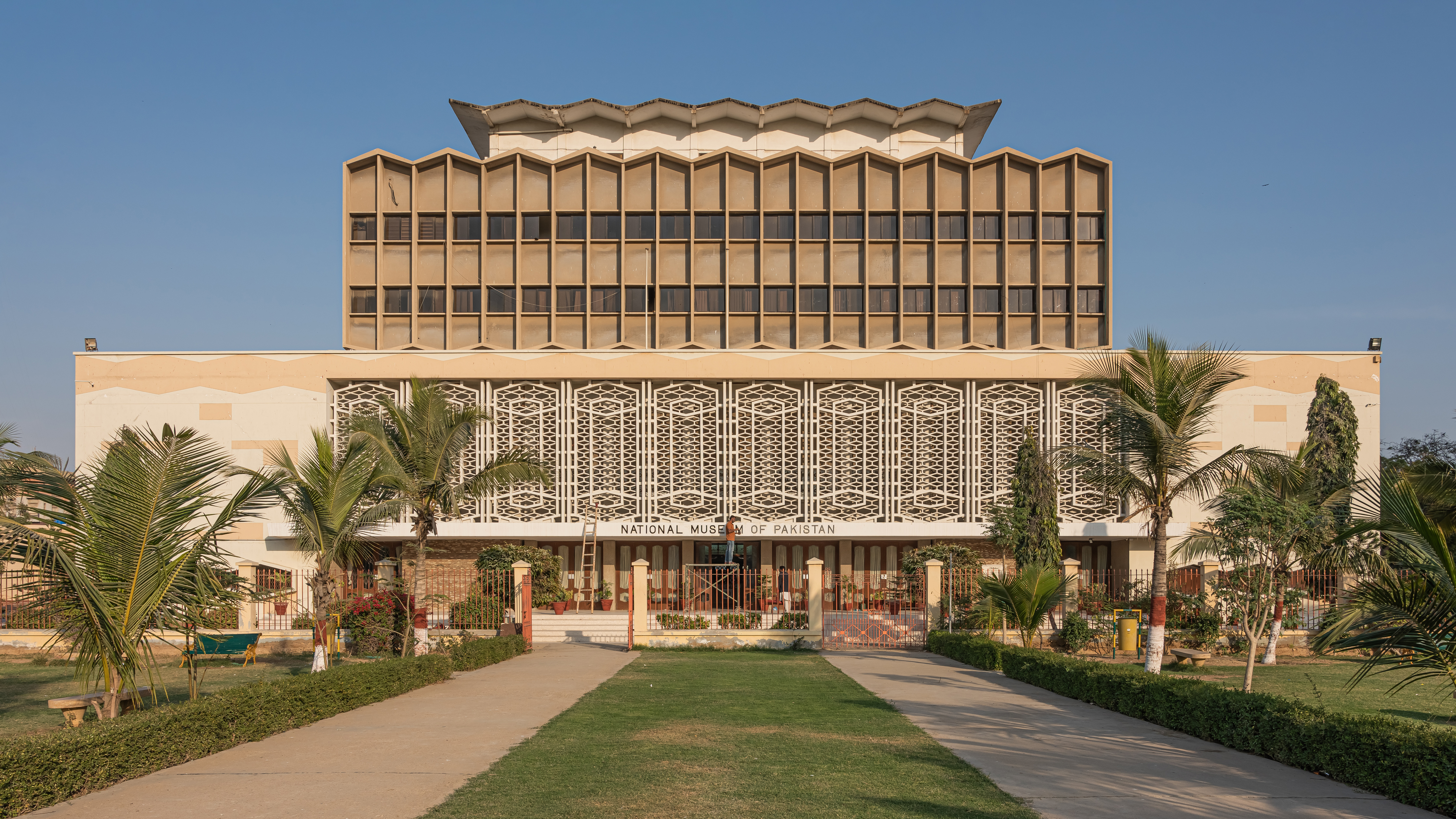
Museu Nacional del Pakistan.

Karachi acull algunes de les instituacions culturals més importants del Pakistan. L'Acadèmia Nacional d'Arts Escèniques, situada a l'edifici Hindu Gymkhana, recentment renovat, ofereix cursos de dos anys en arts escèniques que inclou la música clàssica i el teatre contemporani. L'All Pakistan Music Conference, vinculat a la institució similar que hi ha a Lahore, porta celebrant el Festival Anual de la Música des del 2004. El Festival és una de les grans atraccions de la ciutat i acudeixen a l'esdeveniment prop de 3.000 ciutadans de Karachi i d'altres ciutats. El Festival Internacional de Cine de Karachi és un altre dels festivals més prestigiosos de la ciutat.
Karachi compta, també, amb diversos museus. El Mohatta Palace Museum és un luxós palau construït per Shivratan Chandraratan Mohatta, un ric home de negocis hindú, l'any 1927 per a convertir-lo en la seva residència fixa. El Museu Nacional del Pakistan és l'altre gran museu de la ciutat. Localitzat al Frere Hall i fundat el 1950, va substituir l'antic Museu Victòria. El museu té una col·lecció de 58.000 monedes antigues i centenars d'escultures ben conservades. Al voltant de 70.000 publicacions, llibres i altres materials de lectura del Departament d'Arqueologia i Museus que van ser traslladades del Museu Nacional. Karachi Expo Center celebra moltes exibicions regionals i internacionals.
Igual que la resta del país, la ciutat de Karachi és barreja de diferents grups ètnic, com sindhis, balutxis, mekranis i gujaratis. El 1947 la majoria de la població hindú de la ciutat en va ser expulsada, el que ho convertiria en la major migració humana de la història.
Els immigrants que els van substituir foren hindús de llengua urdú. Després de la independència del Pakistan, l'auge econòmic de la ciutat ha atret a milions de pakistanesos de la resta de l'Estat: pujabís, paixtuns (degut a la guerra a l'Afganistan), bengalís (després de la secessió de Bangladesh). Existeixen també petites comunitats procedents de Myanmar i de l'Àfrica.

## Educació
L'educació a Karachi està dividida en cinc nivells: l'educació primària (de 1r a 5è), l'escola mitjana (de 6è a 8è), l'escola superarior (9è i 10è) i la intermèdia (del 10è al 12è), després del qual s'accedeix al Certificat de l'Escola Secundària Superior. Els programes universitaris compten també amb carreres de grau i postgrau.
El Pakistan té tant instituacions públiques com privades des del nivell primari fins a l'universitari. La majoria dels instituts comprenen totes les modalitats, des de la primària fins a la universitaria.
L'escola més famosa i prestigiosa del Pakistan està ubicada a la ciutat: es tracta de l'Escola de Gramàtica de Karachi. És la més antiga del país i ha educat a molts dels polítics i homes de negocis pakistanesos.
L'Escola Superior Narayan Jagannath, situada també a la ciutat de Karachi, va ser la primera escola governamental establerta al Sind. Va obrir les portes l'octubre del 1855. Karachi té cèlebres instituts d'educació de renom internacional. La majoria de les universitats són considerades entre les primeres del Pakistan.
També té la seu principal a Karachi la privada Universitat Iqra.
La Universitat de Karachi, abreviada KU, és la major de les universitats del Pakistan; posseeix una de les majors quantitats de facultats del món. Casualment, es troba al costat de la Universitat NED, l'institut d'enginyeria més antic del Pakistan. Karachi és també la seu de l'Institut d'Administració de Negocis (IBA), fundat el 1955; aquesta és l'escola de negocis més antiga fora de Nord-amèrica, en la qual, entre els graduats, es troba el primer ministre, Shaukat Aziz. El Liceu de l'Enginyeria Naval del Pakistan (PNEC), part de la Universitat Nacional de Ciències i Tecnologia (NUST), instrueix en diferents branques de l'enginyeria, com l'elèctrica o la mecànica. La ciutat és a la vegada, el Quartel general de l'Institut de Comptables Públics del Pakistan, el més prestigiós institut formador en aquesta disciplina. L'institut va ser establert el 1961 i s'hi han graduat des d'aleshores més de 5.000 alumnes.
Algunes de les escoles de medicina més importants del Pakistan, com la Universitat Aga Khan i la Universitat Dow de Ciències de la Salut, posseeixen els seus campus a Karachi.

## Transport
La ciutat de Karachi compta amb els serveis de l'Aeroport Internacional Jinnah, anteriorment conegut com a Aeroport Internacional Quaid-e-Azam. Es tracta del major aeroport comercial del país i té un volum de passatgers d'uns deu milions cada any. És l'aeroport del Pakistan amb més companyies estrangeres, unes 35, la majoria provinents del Pròxim Orient i del Sud-est asiàtic. Les principals companyies aèries del Pakistan utilitzen Karachi com a centre neuràlgic, com per exemple, Pakistan International Airlines, Airblue o Shaheen Air International.
Les velles terminals de la ciutat són utilitzades epr a vols amb motiu de la Hajj, oficines comercials, transport de mercaderies i cerimònies amb motiu de visites d'estat. També les han utilitzat les Forces Armades dels Estats Units com a base logística. La ciutat compta a més, amb dues pistes d'aterratge més que són utilitzades per les forces armades del país.
Els majors ports del Pakistan són el port de Karachi i el pròxim port Muhammad Bin Qasim, construït per a descongestionar el de Karachi. Ambdós tenen unes instal·lacions modernes que serveixen tant al propi país com a altres de l'Àsia central, com l'Afganistan, que no tenen costa.

Planell provisional del Karachi Circular Railway.

Karachi està unida per ferrocarril a la resta del país per la Pakistan Railways. Les dues majors estacions de la ciutat són la Karachi City Station i la Karachi Cantonment Station. Una gran quantitat de mercaderies que arriben a la ciutat via els ports són traslladades posteriorment per mitjà del tren, a més de permetre la circulació de passatgers. Hi ha plans per a estendre el sistema de ferrocarrils urbans perquè formin part del Karachi Circular Railway de transport públic. Actualment, la major part del trànsit rodat de la ciutat està format per motoristes i miniautobusos, però hi ha plans per a construir un sistema de transport públic basat en un ferrocarril lleuger que descongestioni les carreteres i proporcioni un servei ràpid a les persones que han de desplaçar-se a la feina. S'han dut a terme estudis de viabilitat i s'ha acordat construir una xarxa provisional.

## Ciutats agermanades
Les ciutats agermanades amb Karachi són:
- Port Louis, Maurici (2007)[24]
- Xangai, Xina[25]
- Puttalam, Sri Lanka (Novembre de 2012)[26]
- Ciutat de Nova York, Estats Units (2008)[27]
- Houston, Estats Units (8/5/2008)[28]
- Mashad, Iran, (11/5/2012)[29]
- Chicago, Estats Units[30]